# Portée d'Ameralik
La portée d'Ameralik est la plus longue portée sur ligne électrique aérienne au monde. Elle est située près de Nuuk au Groenland et traverse le fjord Ameralik sur 5376 m. La structure a été édifiée en 1993 par l'entreprise norvégienne Nord-Trøndelag Elektrisitetsverk dans le cadre de la mise en place d'une ligne électrique entre la centrale hydroélectrique de Buksefjord et la capitale groenlandaise Nuuk.
Quatre câbles en acier de 40 millimètres de diamètre dont l'un est un conducteur de réserve franchissent le fjord. La portée a une largeur de 190 mètres et un tirant d'air minimum de 128 mètres. Les pylônes supportant les câbles de chaque côté du fjord ne portent qu'un seul conducteur chacun et sont situés sur des reliefs hauts de 444 mètres au nord et de 1 013 mètres sur la rive sud. L'ouvrage est conçu pour résister aux hivers froids du Groenland, de manière que l'électricité produite puisse atteindre les consommateurs sans aucune perturbation.

## Coordonnées des pylônes

### Extrémité nord
- Tour 1 :64°6′45″N 51°14′59″W / 64.11250°N 51.24972°W
- Tour 2 :64°6′45″N 51°14′55″W / 64.11250°N 51.24861°W
- Tour 3 :64°6′46″N 51°14′51″W / 64.11278°N 51.24750°W
- Tour 4 :64°6′46″N 51°14′45″W / 64.11278°N 51.24583°W

### Extrémité sud
- Tour 1 :64°4′11″N 51°11′57″W / 64.06972°N 51.19917°W
- Tour 2 :64°4′12″N 51°11′54″W / 64.07000°N 51.19833°W
- Tour 3 :64°4′13″N 51°11′50″W / 64.07028°N 51.19722°W
- Tour 4 :64°4′14″N 51°11′46″W / 64.07056°N 51.19611°W